# Pagani Utopia
Pagani Utopia – supersamochód klasy wyższej produkowany pod włoską marką Pagani od 2022 roku.

## Historia i opis modelu

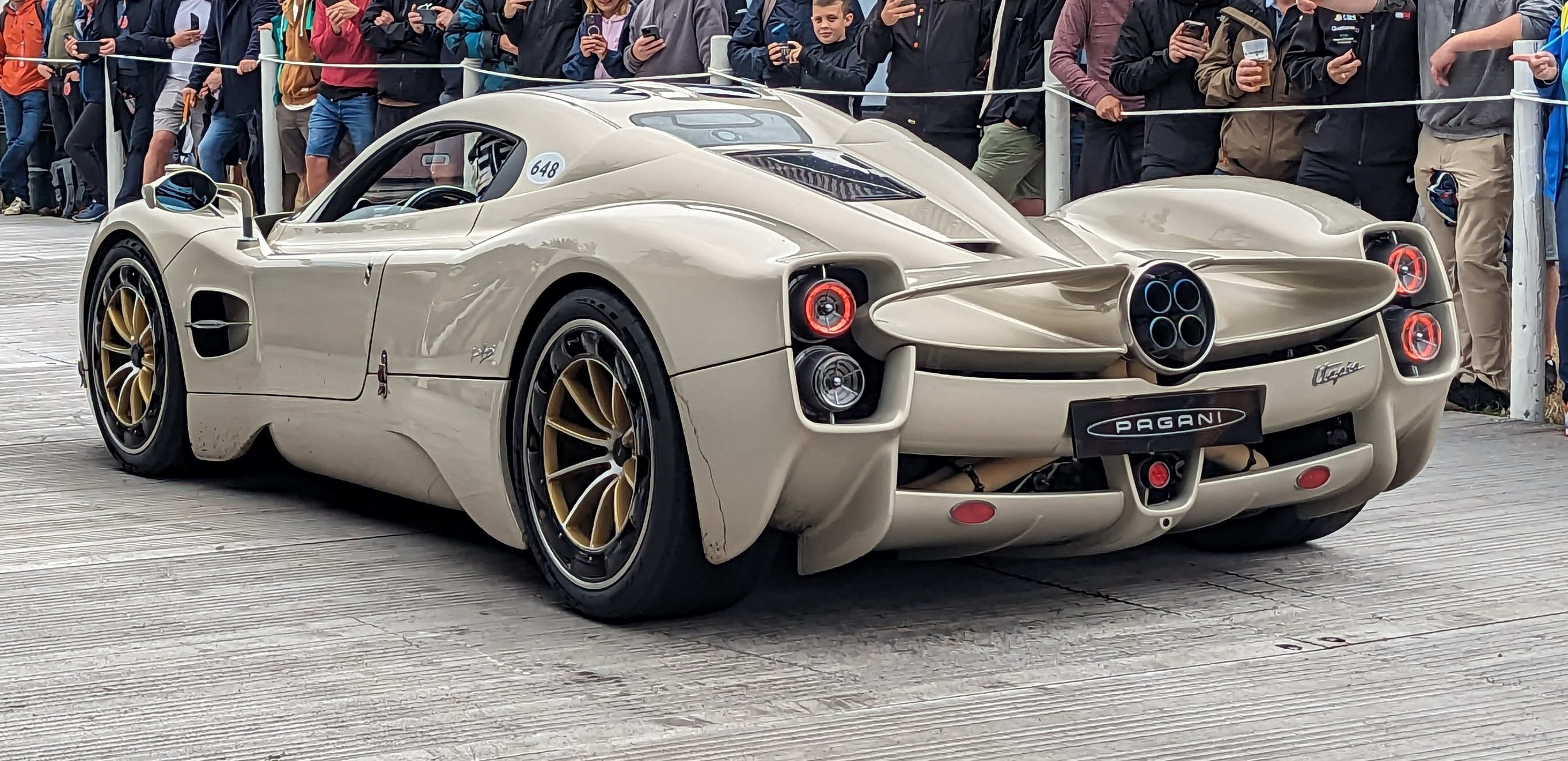
Pagani Utopia - tył

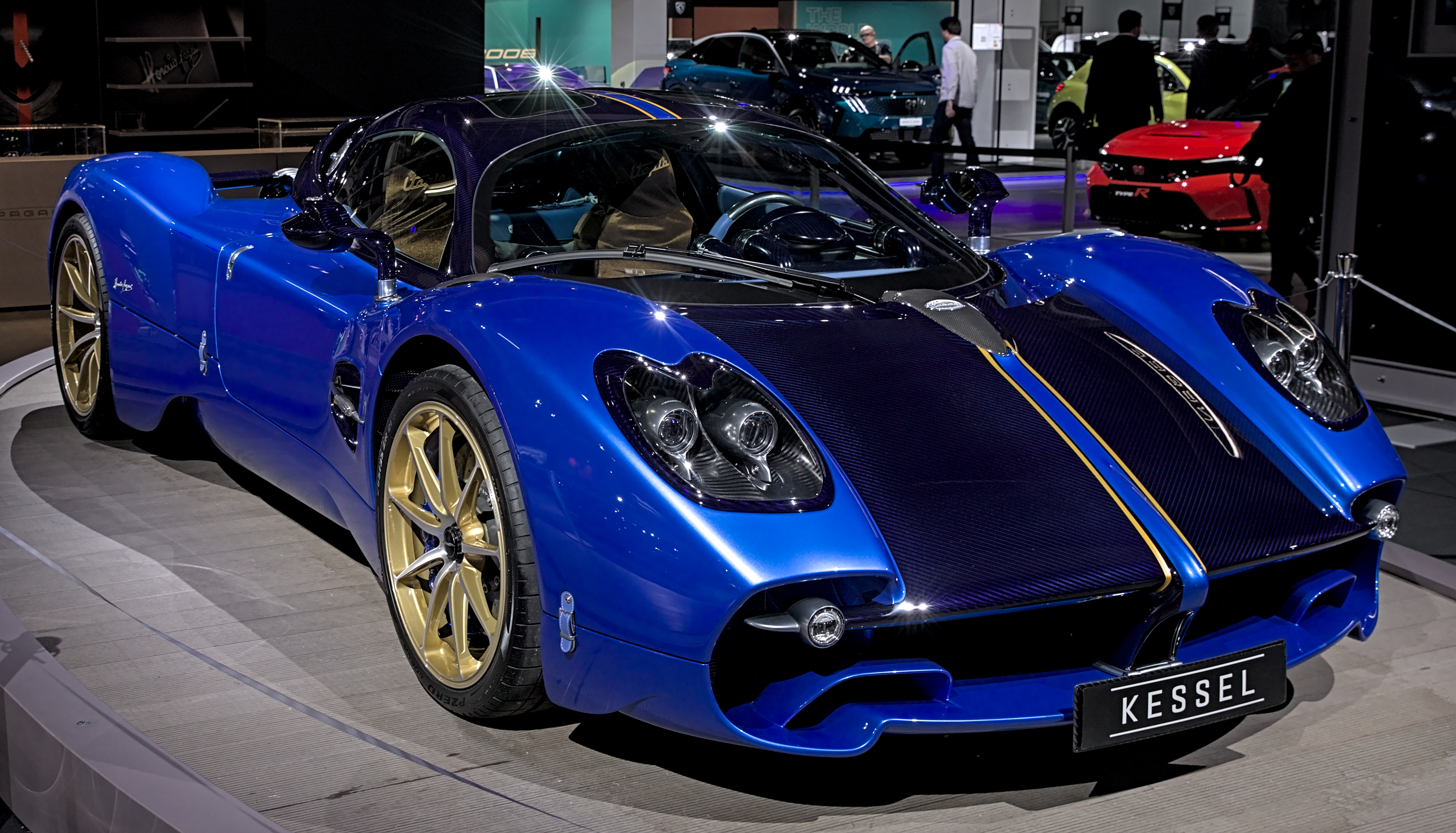
Pagani Utopia Kessel

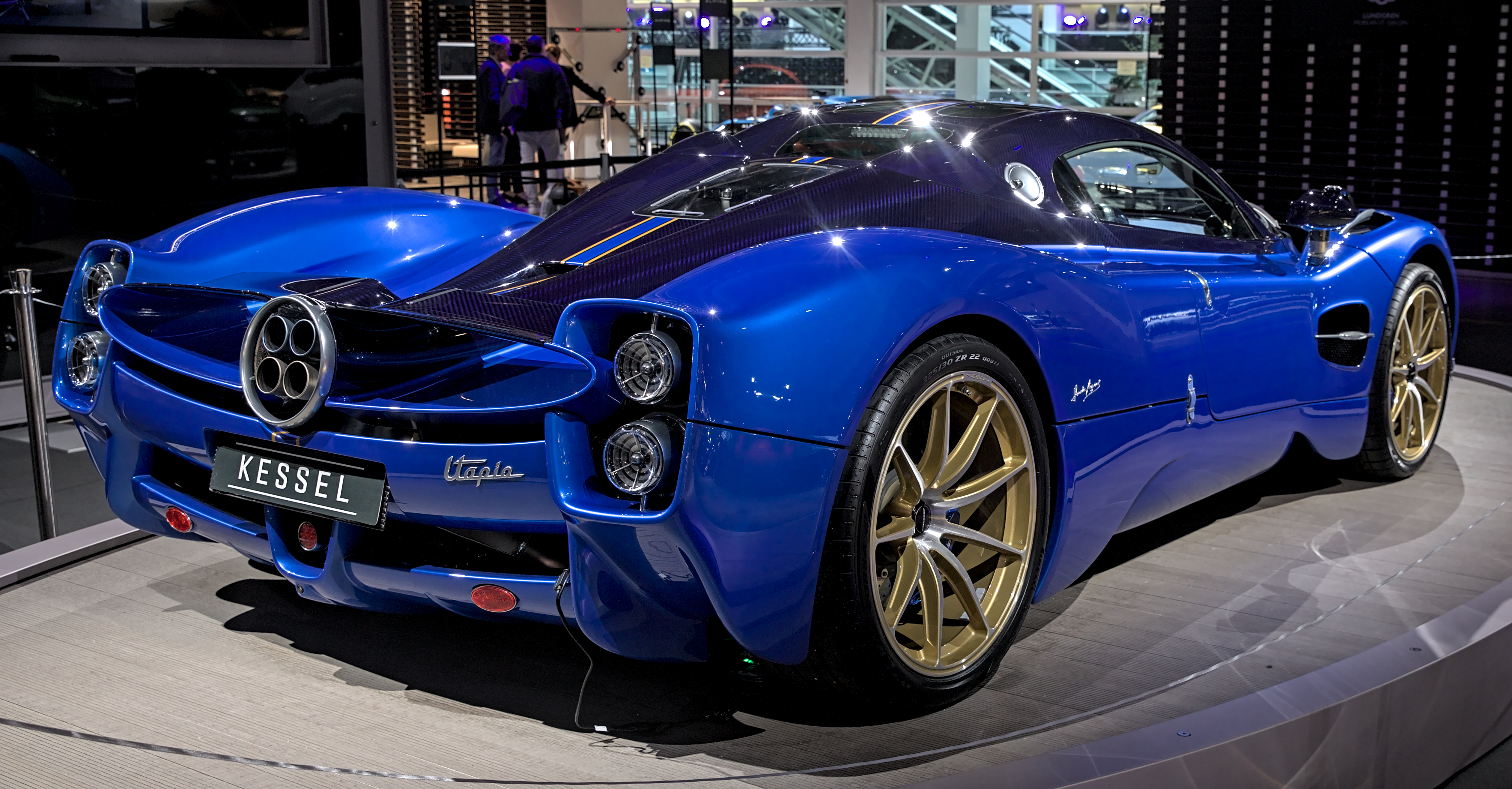
Pagani Utopia Kesel - tył

W marcu 2018 roku Horacio Pagani w jednym z wywiadów ujawnił pierwsze informacje na temat rozwijanego już wówczas następcy modelu Huayra. Rok później prace konstrukcyjne wkroczyły w zaawansowany etap, na których okres rozwijany projekt nazwano roboczo kodem fabrycznym Pagani C10. Na ostatnim etapie rozwoju, w marcu 2022, we Włoszech sfotografowano zamaskowany przedprodukcyjny egzemplarz, by zupełnie nowy model oficjalnie zaprezentować w połowie września 2022. Łącznie nad samochodem pracowano przez 6 lat. Pagani Utopia zastąpiło dotychczas wytwarzaną Huayrę po łącznie 11 latach rynkowej obecności, jako 3 samochód w historii włoskiej firmy. Nazwa samochodu nawiązuje do słynnej koncepcji utopii, oddając uwagi i wskazania dotychczasowych klientów firmy Pagani do tego, jaki powinien być następca Huayry.
Pod kątem wizualnym samochód utrzymano w dotychczasowej, charakterystycznej estetyce autorstwa pomysłodawcy i głównego konstruktora Pagani Automobili, Horacio Paganiego. Muskularna bryła zyskała wyraźnie zarysowane, łukowate nadkola i zwężony względem bryły nadwozia przedział pasażerski. Przód zwieńczyły dwie pary podwójnych reflektorów, tym razem wyróżniając się jednak większym wlotem powietrza. Producent postawił jednocześnie na bardziej stonowane detale, rezygnując z dużych spojlerów i ostro zarysowanych wlótów powietrza na rzecz bardziej eleganckiej estetyki.
Pagani Utopia przyniosło z kolei obszerne zmiany pod kątem technicznym. Bazująca na monokoku konstrukcja powstała z mieszanki włókna węglowego i tytanu, które w stosunku do poprzednika zyskały o 38% większą sztywność. Pozwoliło to także obniżyć masę całkowitą masywnego supersamochodu, uzyskując wynik nieznacznie przekraczający wartość 1,2 tony. Luksusowa kabina pasażerska zachowała awangardową estetykę znaną z poprzedników, gdzie oprócz paneli ze skóry dominują detale wykonane z aluminium. Postawiono na tradycyjne przełączniki i pokrętła, a jedyny wyświetlacz umieszczono pomiędzy tarczami zegarów przed kierowcą.
Do napędu Utopii wykorzystano benzynową jednostkę napędową typu V12 konstrukcji Mercedesa-AMG, która rozwija moc 864 KM i 1100 Nm maksymlnego momentu obrotowego. Moc przenoszona jest na tylną oś za pomocą klasycznej, 7-biegowej manualnej skrzyni biegów lub 7-stopniowej przekładni sekwencyjnej typu AMT, która została zoptymalizowana pod kątem szybkości wykonywania przełożeń.

### Sprzedaż
Pagani Utopia to supersamochód o ściśle limitowanej długości serii, określonej już w momencie premiery we wrześniu 2022. Producent zaplanował wyprodukowanie w zakładach w San Cesario sul Panaro pod Modeną 99 sztuk, z czego wszystkie jeszcze przed debiutem zostały zarezerwowane i sprzedane. Cena za egzemplarz wyniosła ok. 3 miliony dolarów.

### Silnik
- V12 5.9l Twin-turbo 852 KM